# Médaille Vladimir-Vernadski (Ukraine)
Ne doit pas être confondu avec la médaille Vladimir-Vernadski remise par l'Académie des sciences de Russie et la médaille Vladimir-Vernadski remise par l'Union européenne des géosciences
La médaille Vladimir-Vernadski ou médaille d'or Vernadski est la plus haute distinction accordée par l'Académie nationale des sciences d'Ukraine.

## Historique
La médaille Vladimir-Vernadski a été créée par décret du Présidium de l'Académie nationale des sciences de d'Ukraine le 9 juillet 2003 à l'occasion de la célébration du 85e anniversaire de la création de cette académie. Elle est attribuée pour des réalisations exceptionnelles dans les domaines techniques et ceux des sciences naturelles et sciences humaines, récompensant des découvertes et des inventions ayant une grande valeur scientifique et pratique. Elle a été créée en l'honneur de Vladimir Vernadski qui fut le premier président de l'Académie des sciences d'Ukraine.

## Règlements sur l'attribution
- Elle est décernée chaque année le 12 mars, jour anniversaire de Vernadsky, à deux universitaires - un ukrainien et un étranger.

- La médaille est décernée uniquement aux individus individuellement, à la fois pour des réalisations scientifiques individuelles et pour la totalité des travaux scientifiques.
- Une même personne ne peut recevoir la médaille plus d'une fois.
- La médaille n'est pas décernée à titre posthume, à moins que le lauréat ne soit décédé après avoir pris une décision sur son attribution.
- Dans la compétition pour la médaille d'or Vernadsky, les personnes suivantes peuvent participer :

- les membres effectifs et les membres correspondants de l'Académie nationale des sciences de d'Ukraine, quel que soit le lieu de leur travail permanent ;
- les scientifiques étrangers ;
- les personnes travaillant dans des institutions scientifiques, des établissements d'enseignement supérieur, des entreprises et des organisations situées sur le territoire de l'Ukraine.

## Récipiendaires
- 2003 - Boris Evgenievich Paton,  scientifique dans le domaine de la métallurgie et de la technologie des métaux ;
- 2004 - Platon Grigorievich Kostyuk, scientifique dans le domaine de la biophysique et de la physiologie ; Sylvester Visi, président de l'Académie des sciences de Hongrie, neurophysiologiste ;
- 2005 - Victor Vasilyevich Skopenko, chimiste ; Nikolai Alfredovich Plate, chimiste russe ;
- 2006 - Mitropolsky, Iouri Alekseevitch Mitropolsky, mathématicien ; Iouri Sergeevitch Osipov, mathématicien et mécanicien russe, président de l'Académie des sciences de Russie ;
- 2007 - Miroslav Vladimirovitch Popovitch, philosophe ; Georges Nivat, historien français de la littérature slave ;
- 2008 - Viktor Grigorievitch Barjahtar, scientifique dans le domaine de la physique des métaux ; Vladimir Georgievitch Kadyshevsky, physicien théoricien russe, spécialiste de la théorie des particules élémentaires et de la physique des hautes énergies ;
- 2009 - Vladimir Alexandrovich Marchenko, mathématicien ; Jean Bourgain, mathématicien belge ;
- 2010 - Mikhail Pavlovitch Lisitsa, scientifique dans le domaine de la physique des semi-conducteurs, de l'électronique quantique, de l'optique non linéaire, de la spectroscopie moléculaire ; Manuel Cardona Castro, physicien espagnol ;
- 2011 - Boris Ilitch Oleinik, poète et publiciste ; Blaže Ristovsky, folkloriste, historien et philologue macédonien.
- 2012 - Nikolai Vasilievitch Bagrov, scientifique et géographe ; Nikolai Pavlovitch Lavroev, géologue russe.
- 2013 - Alexander Nikolaevich Guz, scientifique dans le domaine de la mécanique des corps déformables et des milieux continus ; Herbert Mang, scientifique autrichien dans le domaine de la mécanique des corps déformables.
- 2014 : Vadim Mikhaïlovitch Loktev, lauréat étranger : Alekseï Abrikossov, physicien théoricien russe Académicien de l'Académie des sciences de Russie  (Académie des sciences de l'URSS depuis 1987, membre de l'Académie en 1964), docteur en sciences physiques et mathématiques.
- 2015 : Anna Valentinivna Yale pour ses réalisations exceptionnelles dans le domaine de la biologie moléculaire et de la bioélectronique, lauréat étranger : Anthony Turner.
- 2016 : Valery Skorokhod pour ses réalisations exceptionnelles dans le domaine des fondements scientifiques de la métallurgie des poudres, lauréat étranger : Georgy Tavadze.
- 2017 : Volodymyr Morgoun pour ses réalisations exceptionnelles dans le domaine de la génétique et de la sélection des plantes agricoles, lauréat étranger : Iouriy Fedak.
- 2018 : Oleksiy Onyschenko, lauréat étranger : Michael Moser.
- 2019 : Anatichouk Loukian Ivanovitch pour ses réalisations exceptionnelles dans le domaine de la science des matériaux thermoélectriques , lauréat étranger : Iouri Hryny ;
- 2020 : Anton Naumovets, lauréat étranger : Anton Zeilinger.
- 2021 : Vitaly Dmitrievich Pokhodenko, lauréat étranger : Mats Larsson, Suède.
- 2022 : Volodymyr Horbouline, lauréat étranger : Janusz Kacprzyk polonais.